# Lucía de la Marca
'Lucía de la Marca i raaniaaa (? - 1090), fue condesa de Pallars Sobirá y pretendidamente de Besalú. Posiblemente fue condesa de Urgell.

## Orígenes familiares
Hija del conde occitano Bernardo I de la Marca y de Amalia. Fue hermana de Almodis de la Marca, una influyente noble de la época que se casó con el conde Ramón Berenguer I de Barcelona.

## Vida pública
Lucía llegó a Barcelona en compañía de su hermana, Almodis, y pasó a formar parte de la política matrimonial de la Casa de Barcelona. Ramón Berenguer I la prometió con Guillermo I de Besalú, el cual había destacado por su resistencia a reconocer la soberanía del conde de Barcelona. Su compromiso con Lucía de la Marca, en diciembre de 1054, venía a sellar un pacto que Guillermo de Besalú no respetó. Éste, aunque había dotado a Lucía de la décima marital y de los condados de Berga y Ripoll, rompió la palabra de matrimonio así como el juramento de fidelidad que había hecho al conde de Barcelona y volvió a atacar las posesiones de este último.
Lucía entra de nuevo en el juego de alianzas matrimoniales que mantiene Ramón Berenguer y se casa, en el 1058, con Artal I de Pallars Sobirá. Este matrimonio se sella con la donación de la décima marital y con la cesión por parte del conde de Pallars de diez castillos de gran importancia estratégica. Su carta de esponsales contiene la promesa por parte de Artal de no abandonar nunca a Lucía por ningún motivo, excepto si ésta contraía lepra, así como no actuar de forma que ella se viera obligada a abandonarlo. Textualmente dice "Te predictus Artallus, comas, non dimittat predictam Luciam, dum viva fuerit, por ullam occasionem, si leprosa non fueri; te predictus ARtallus, comas, non faciat ullam calumpniam neque impossibilitate ad iam dictam Luciam, ut ipsa eum dimittere debeat" (LFM, 37).
Llúcia aparece a la documentación actuando junto con su marido, no únicamente en actas de donaciones y fundaciones pietoses sino con otras actas de carácter político y de gestión. Aparece representada al ábside de Sant Pere de Burgal en plan de donante.
Después de la muerte de Artal, en el año 1081, Lucía obtuvo el levantamiento de su excomunión sobrevenida como consecuencia de haber roto una Paz y tregua de Dios. Una vez viuda, se afirmó en su rol al frente del condado junto con su hijo, el conde Artal II de Pallars Sobirá, como, por ejemplo, en la donación hecha al Monasterio de Santa María de Gerri en el año 1081. En ese momento parece ser que ocupa un lugar destacado en la política catalana. Es, junto con Ramón Berenguer III, la tutora de los hijos de Armengol IV de Urgel, según él mismo ordena en su testamento, y miembro del consejo de regencia del Condado de Urgel durante la minoría de edad de Armengol V de Urgel. Murió en el año 1091, poco antes de que su hijo Odón de Urgel aconteciera Obispo de Urgel.
Lucía tuvo un papel clave en el gobierno del condado, desarrollando relaciones estratégicas clave con el poder religioso y con otros condados. Impulsó obras románicas en el Pallars, algunas de ellas como las pinturas del ábside de la Iglesia de Santa María de Àneu, atribuidas al Maestro de Pedret.

## Nupcias y descendientes
Se casó por primera vez en el año 1054 con Guillermo II de Besalú, y cerca del 1058 con Artal I de Pallars Sobirá, conde de Pallars Sobirá, con quien tuvo cuatro hijos:
- Artau II de Pallars Sobirá (?-1124), conde de Pallars Sobirá
- Ot de Pallars Sobirá (?-1122), obispo de Urgell
- Guillermo de Pallars Sobirá
- María de Pallars Sobirá